# Jean Baptiste Jules Carbillet
Jean Baptiste Jules Carbillet est un militaire français, né le 13 juillet 1850 à Langres (Haute-Marne). Il est général de division le 8 novembre 1910 et promu grand-officier de l'ordre national de la Légion d'honneur le 13 juillet 1915.

## Biographie
Jean Baptiste Jules Carbillet est né le 13 juillet 1850 à Langres (Haute-Marne) et mort le 2 juin 1923 à Nice (Alpes-Maritimes).
Il est élève à l'École spéciale militaire de Saint-Cyr en 1869-1870, (54e promotion du 14 août 1870). Il intègre alors l'armée de la Loire avec le grade de sous-lieutenant le 14 août 1870. Il commande une section à la bataille de Coulmiers et à celle d'Orléans en 1870. Il est promu lieutenant le 16 novembre 1870 au 30e régiment d'infanterie.
En 1873, il est proposé capitaine au choix, mais il est rayé par le général Ernest Courtot de Cissey. Alors, Jean Baptiste Jules Carbillet décide de se présenter aux examens pour le professorat de Saint-Cyr. Il finit par être nommé capitaine du fait de son ancienneté, le 21 février 1876. À Saint Cyr, il occupe le poste de professeur adjoint d'administration. Il obtient le brevet de l'école de guerre en 1878.
Le 10 juillet 1892, il est chef de bataillon, rattaché à l'État-Major du  16e corps d'armée puis du  15e corps d'armée. De 1888 à 1902, il reste affecté à la  15e région militaire, puis affecté au 112e régiment d'infanterie d'Antibes, avant d'être nommé chef d'État-Major du gouvernement de la Corse à Bastia et chef d'État-Major de la  29e division d'infanterie à Nice.
Il est promu Lieutenant-colonel le 28 décembre 1898, alors qu'il exerce le commandement du 55e régiment d'infanterie à Aix-en-Provence. Il est promu colonel le 28 mai 1902, commandant le 92e régiment d'infanterie de Clermont-Ferrand ; puis général de brigade le 29 juin 1906, alors qu'il est responsable de la 19e brigade d'infanterie à Paris et général de division le 8 novembre 1910. Il commande la  15e division d'infanterie à Dijon, puis il est nommé commandant de la  29e division d'infanterie à Nice le 20 décembre 1912.

### Vie privée
Il est marié et a un fils capitaine de l'armée de terre qui a fait la Première Guerre mondiale et a reçu la croix de guerre.

### Grades
- 29/09/1906: général de brigade
- 08/11/1910: général de division

### Postes
- 29/09/1906 : commandant de la 19e Brigade d'Infanterie.
- 28/09/1910 : commandant de la  15e Division d'Infanterie et des subdivisions de région de Chalon-sur-Saône, de Mâcon, d'Auxonne et de Dijon.
- 23/10/1912 : en disponibilité.
- 20/11/1912 - 28/01/1916: commandant de la  29e Division d'Infanterie
  - 20/11/1912 - 02/08/1914: commandant des subdivisions de région de Digne, de Toulon et de Marseille.
- 13/07/1915 : placé dans la section de réserve.
- 28/01/1916 - 04/04/1916: inspecteur général des cantonnements du groupe d'armées de l'Est.

## Décorations

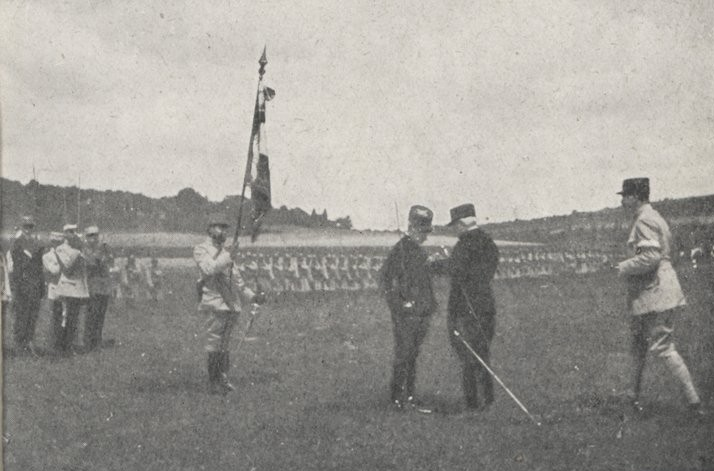
Le général de Castelnau (au centre, de dos) remet au général Carbillet (au centre en tenue sombre) la plaque de grand-officier de la Légion d'honneur, le 29 7 1915.

- Grand officier de la Légion d'honneur (décret du 13 juillet 1915)[4]
  -  Commandeur de la Légion d'honneur (décret du 10 juillet 1913)
  -  Officier de la Légion d'honneur (décret du 12 juillet 1905)
  -  Chevalier de la Légion d'honneur (décret du 29 décembre 1891)
- Croix de guerre 1914-1918[5]
- Officier de l'Instruction publique[2]
  -  Chevalier de l'Instruction publique
- Médaille interalliée 1914-1918
- Médaille Commémorative de la Guerre de 1870
- Médaille commémorative de la guerre 1914-1918

## Pour approfondir